# Cimetière de l'Est (Aix-la-Chapelle)
Pour les articles homonymes, voir Cimetière de l'Est.
Le cimetière de l'Est (Ostfriedhof) est le cimetière de l'histoire contemporaine le plus ancien d'Aix-la-Chapelle en Allemagne. Il a été ouvert en 1803 du temps de l'administration française et se trouve comme son nom l'indique à l'est de la ville dans le Nordviertel. Il est protégé comme monument historique depuis décembre 1988. 

## Histoire

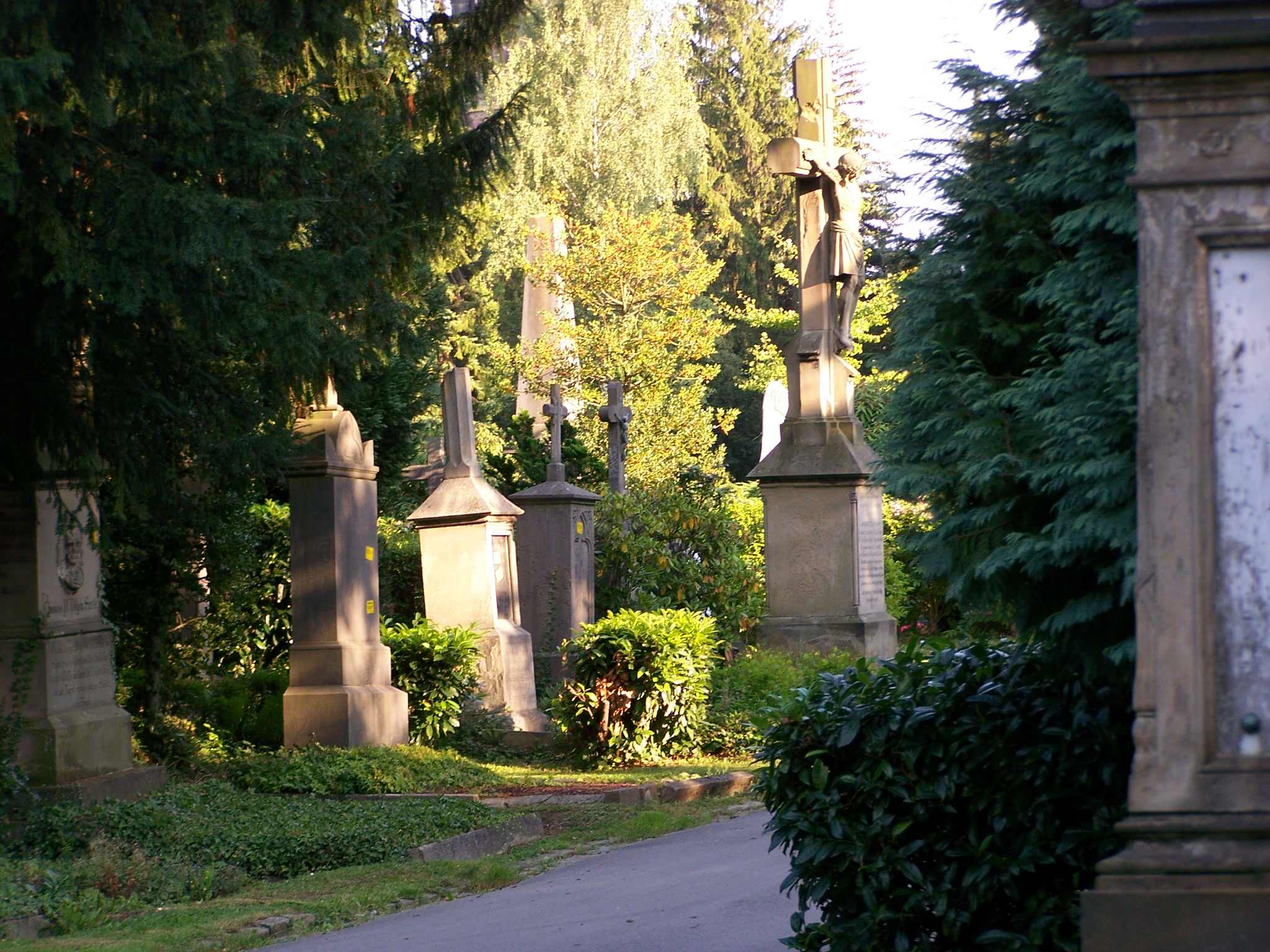
Vue d'une allée.

Les défunts des Aquae Granni romaines étaient enterrés dans un terrain plat en dehors de la ville et lorsque l'église Saint-Pierre d'Aix-la-Chapelle y est bâtie au XIIe siècle, un cimetière est ouvert près de la cathédrale d'Aix-la-Chapelle ; ensuite  les habitants se font enterrer dans les différents cimetières paroissiaux ou dans les cryptes. Les protestants se font enterrer en dehors des limites de la ville dans ce qui deviendra le cimetière de Güldenplan (ce quartier est intégré à la municipalité en 1945). Du temps de l'arrondissement d’Aix-la-Chapelle à partir de 1794, les Français exigent pour des raisons d'hygiène d'interdire les cimetières en ville, mais le décret n'est émis qu'en 1805.
C'est auparavant, en 1803,  que le cimetière de l'Est est inauguré le 18 août pour les habitants catholiques, sous l'administration des frères alexiens. Il se trouve à l'est de la tour du côté Nord de l'Adalbertsteinweg, voie ouverte à l'époque napoléonienne dans la direction de Kornelimünster.

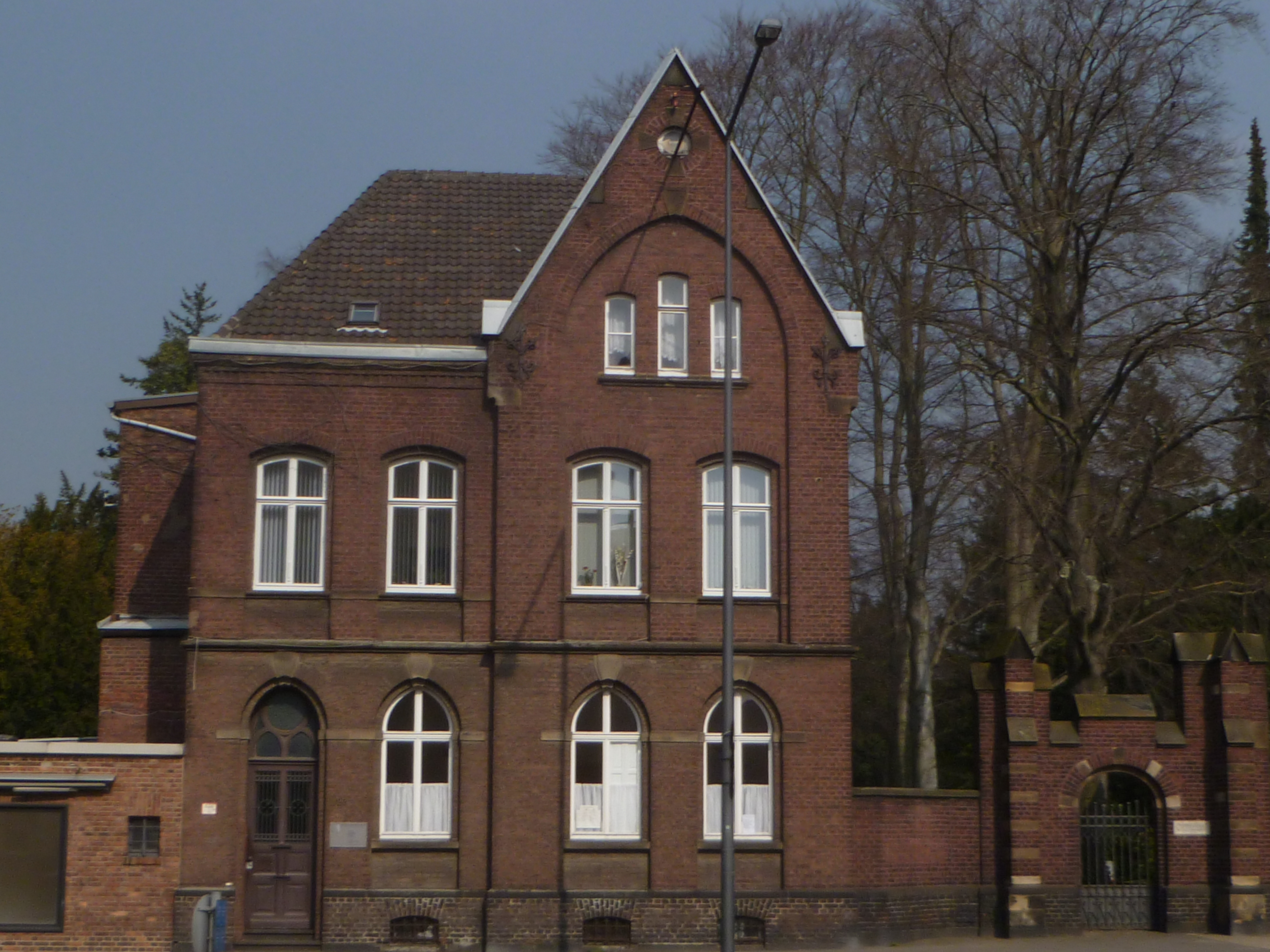
Bâtiment de service construit par Joseph Laurent.

Le cimetière est agrandi en 1883, 1889 et 1933. Il reste sous la responsabilité des paroisses Saint-Adalbert, Saint-Pierre et Saint-Foillan. Les défunts des autres paroisses sont inhumés à partir de 1889-1890 au nouveau cimetière de l'Ouest. En 1898, une église est construite contre le cimetière sous le vocable de saint Joseph, et un bâtiment de service est bâti par Joseph Laurent en style néogothique avec le logement du conservateur. En 1937, les nouvelles autorités coupent les liens paroissiaux et l'administration du cimetière est gérée par la ville. Nombre de sépulture sont intéressante par leur architecture et le témoignage qu'elles donnent de l'art et de l'artisanat local.

## Aujourd'hui
La plus grande partie du cimetière est protégée comme monument historique depuis 1988. Depuis le 25 janvier 1989, seules les urnes funéraires sont autorisées à cause du sol limoneux. La pratique catholique étant en chute libre dans le diocèse, l'église Saint-Joseph a été désacralisée comme d'autres églises et sert de columbarium depuis 2006.
Depuis 2004, une association à but non lucratif se préoccupe de la préservation de l'Ostfriedhof en général et de la sauvegarde et de la préservation des anciennes tombes historiques en particulier. Des visites guidées ont lieu.

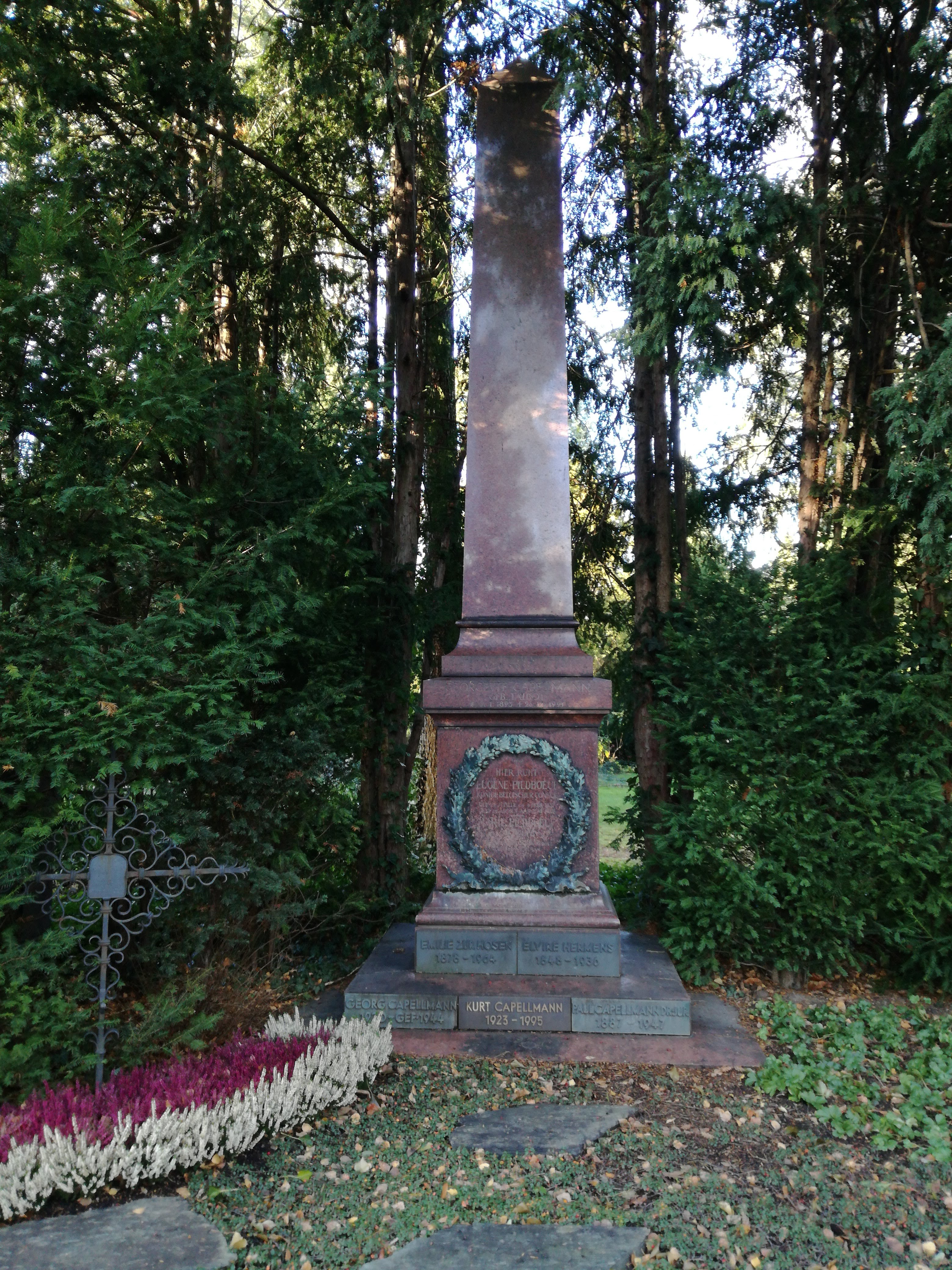
Sépulture Capellmann
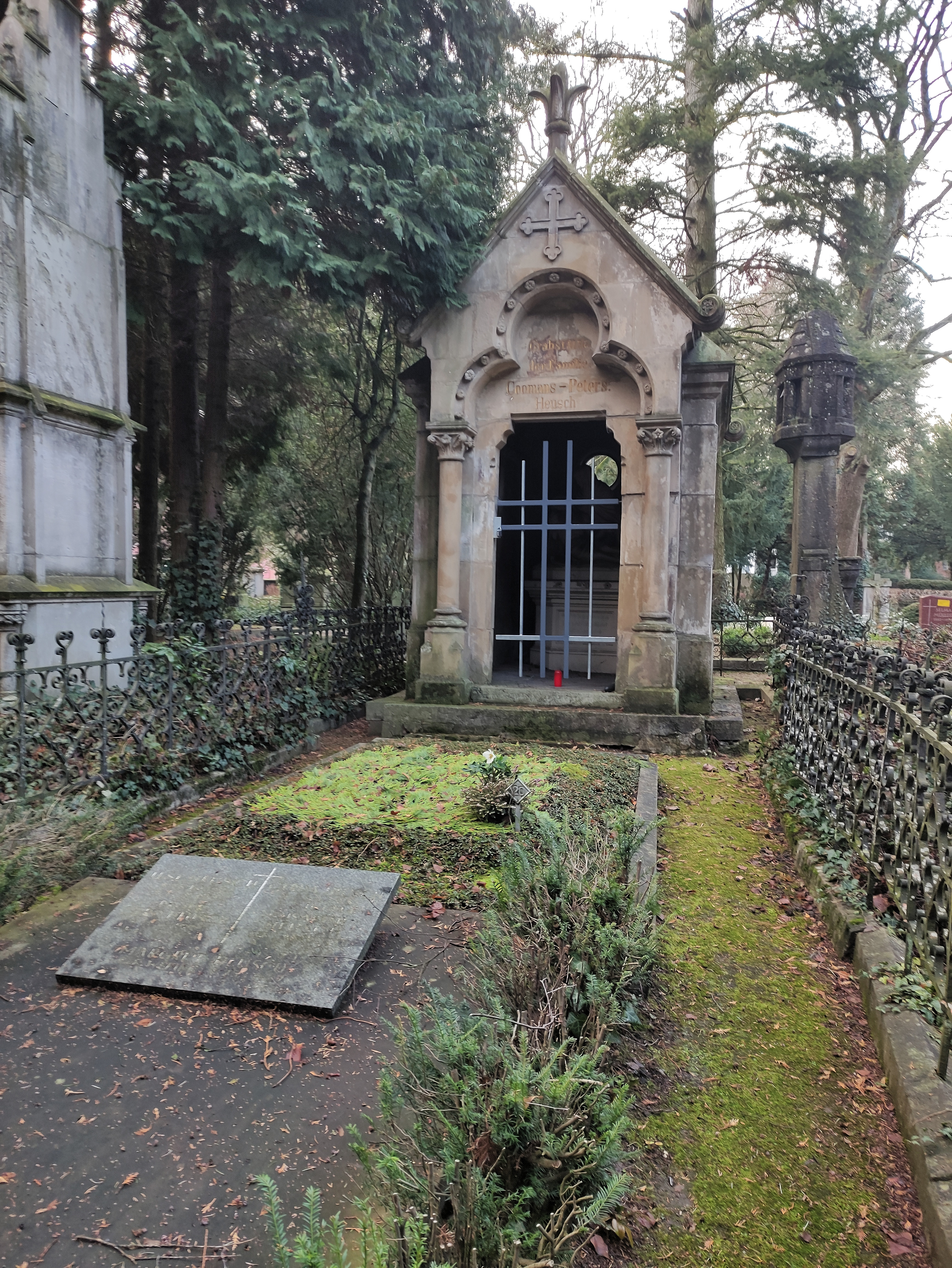
Chapelle Heusch
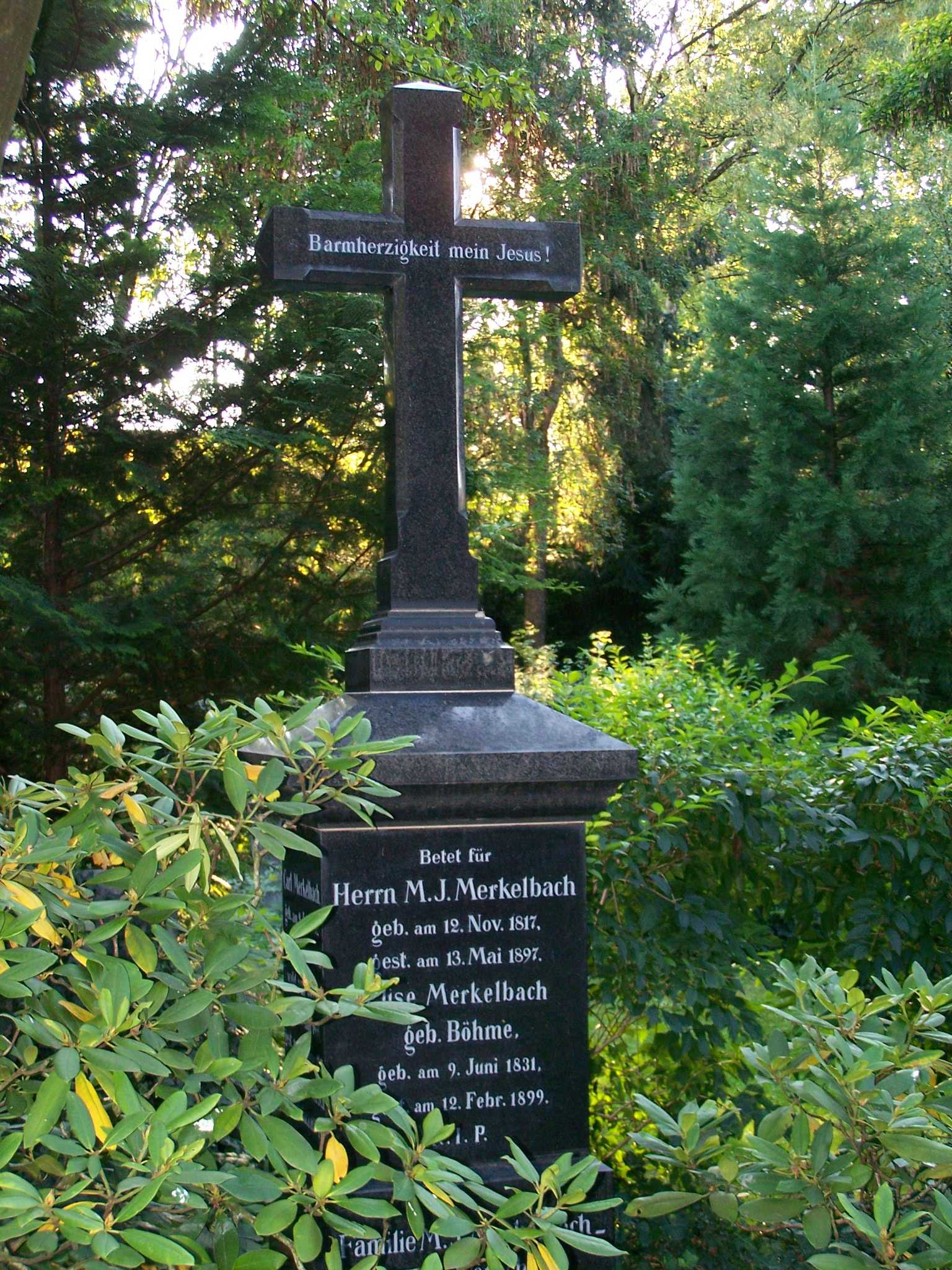
Sépulture Merkelbach
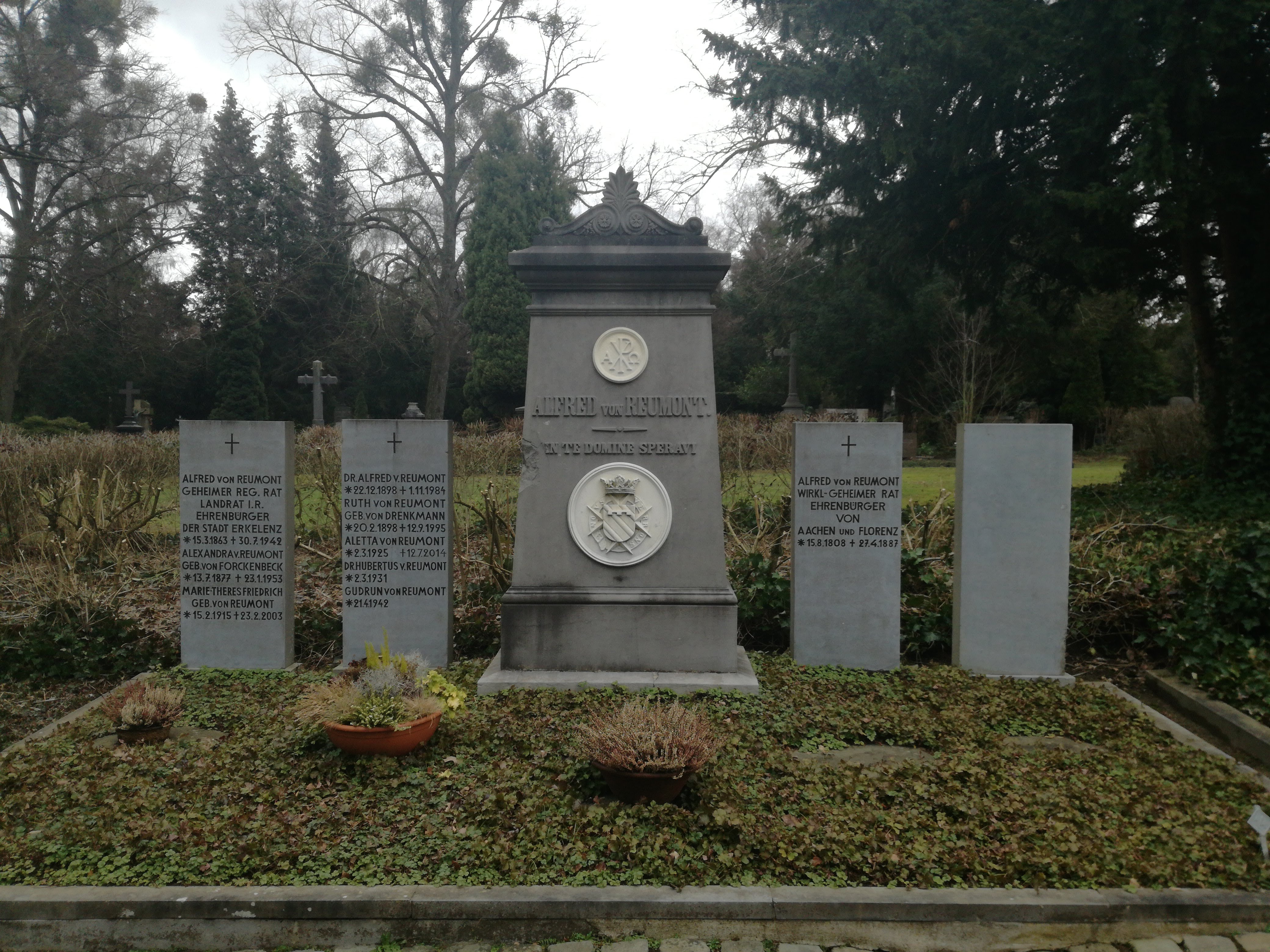
Sépulture Reumont
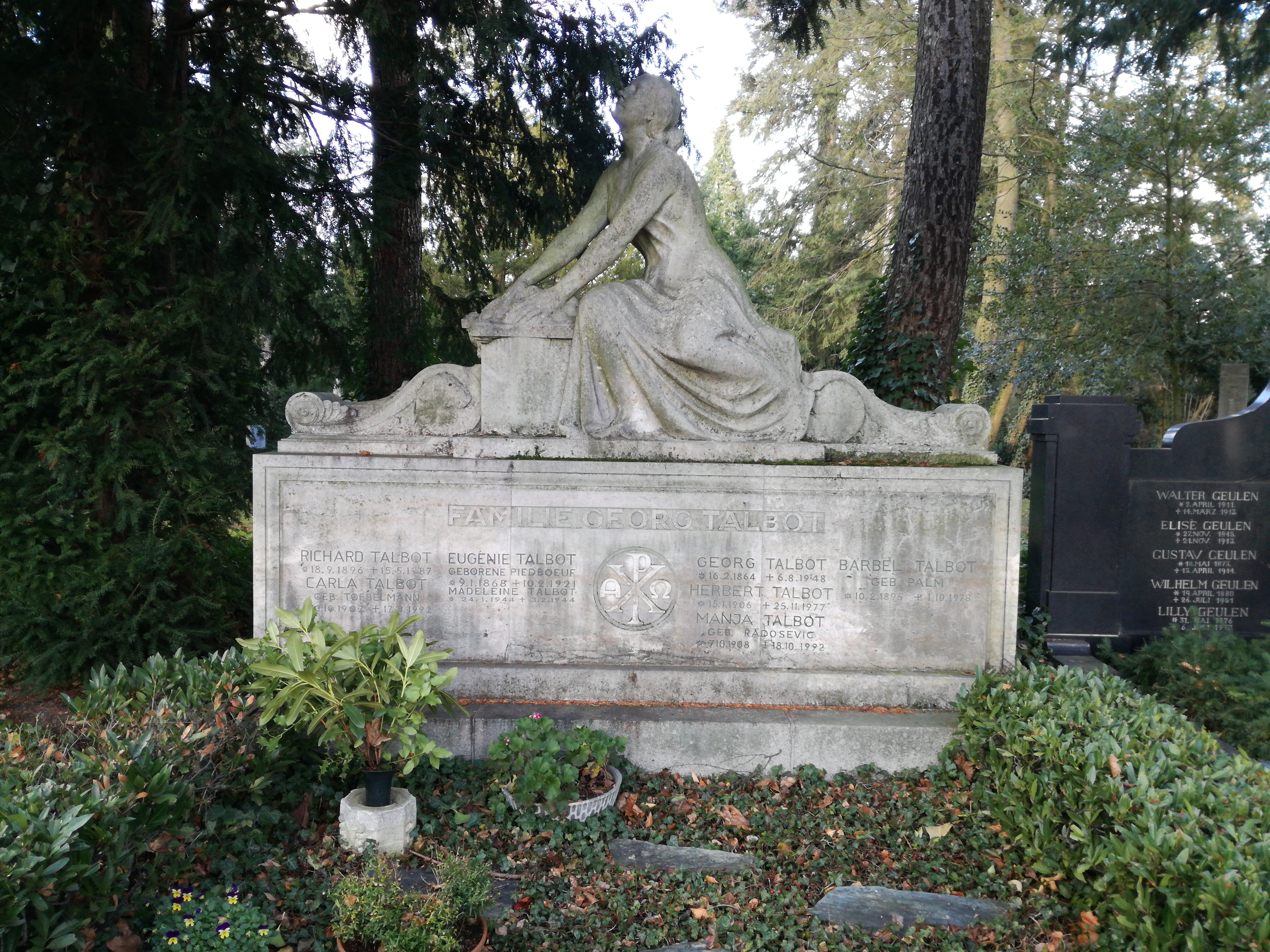
Tombe Talbot
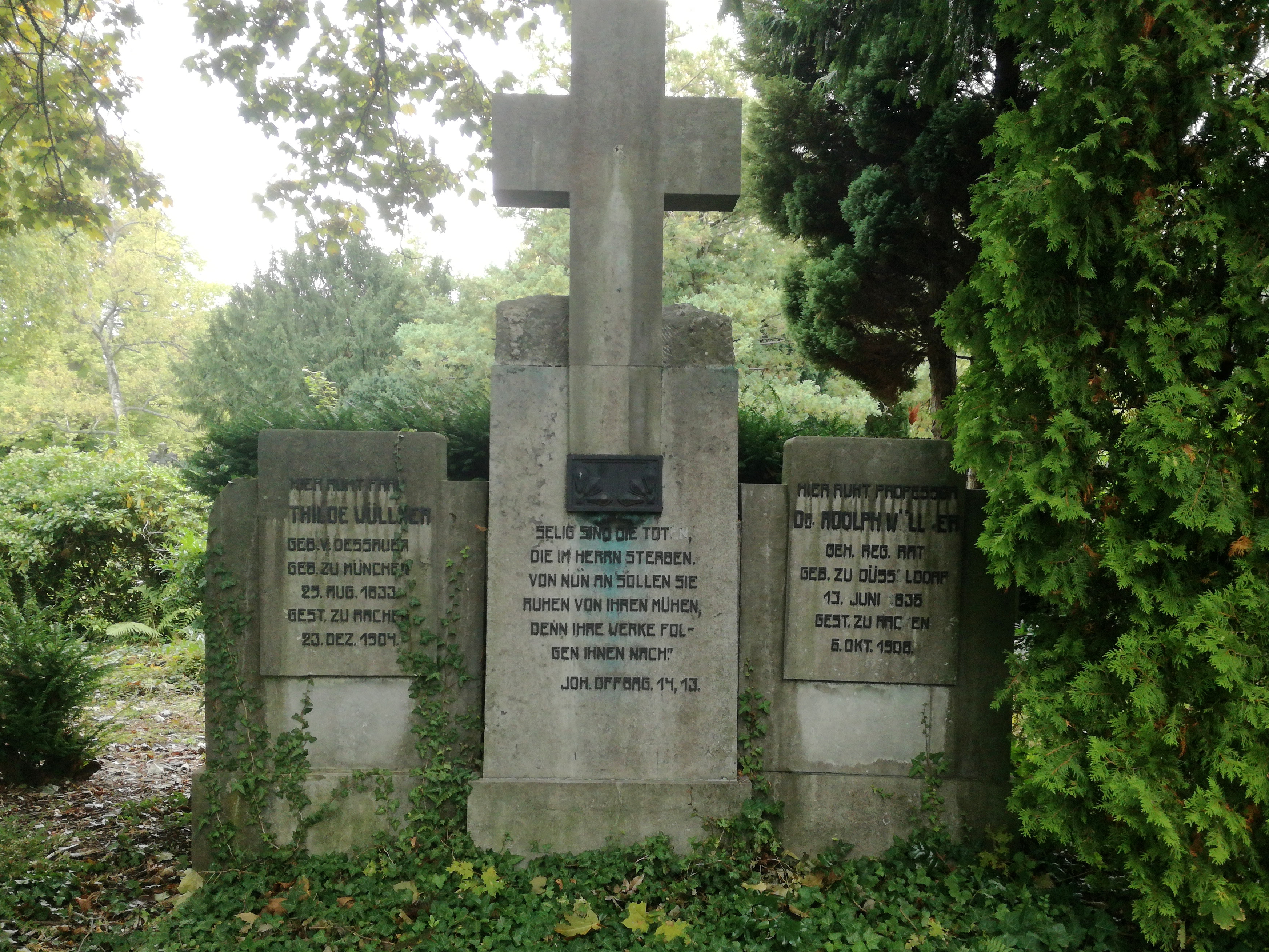
Sépulture Wüllner

## Chapelle du cimetière

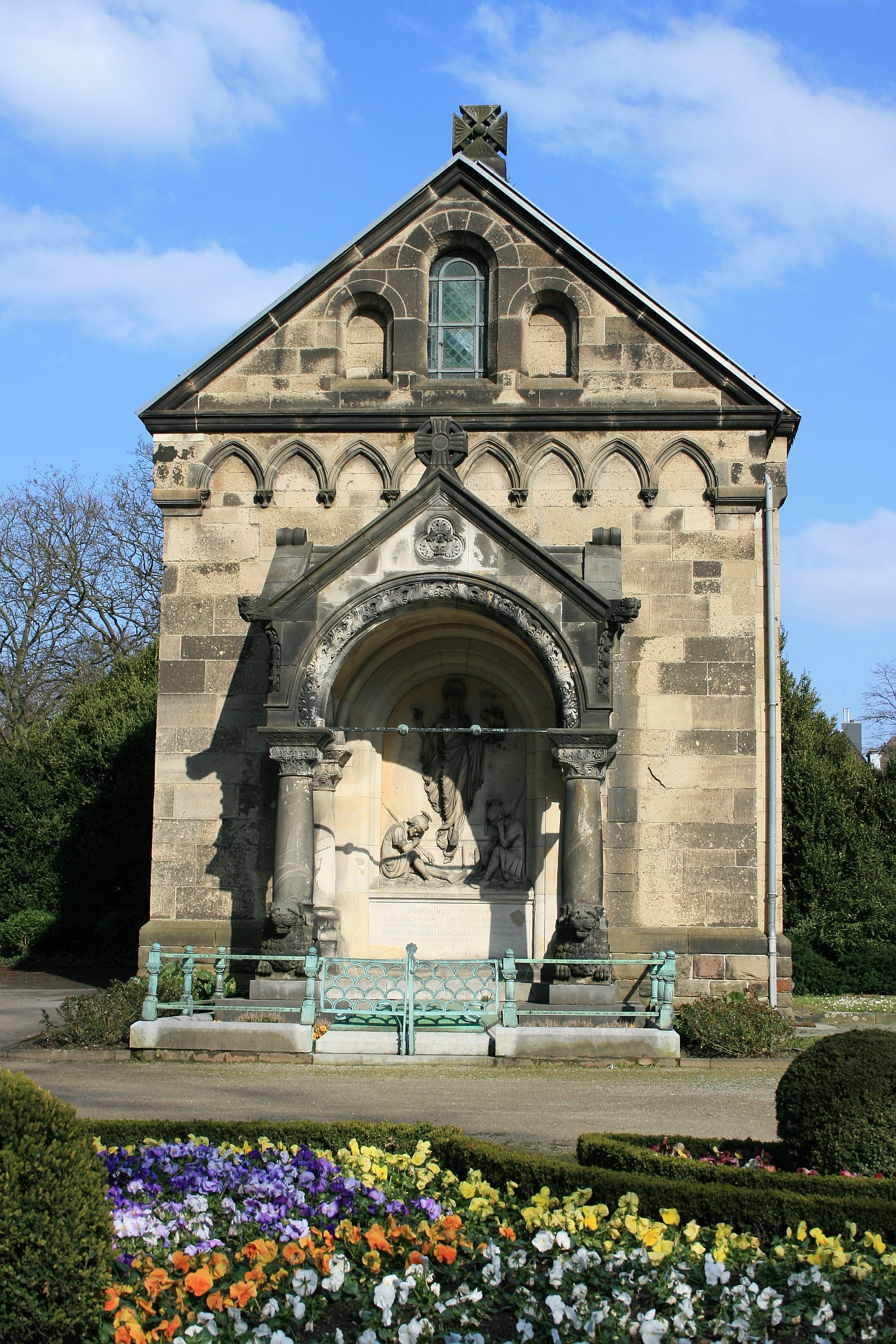
Vue de la chapelle du cimetière avec un mausolée à l'avant.

La chapelle du cimetière de l'Est est une copie de la chapelle Saint-Quirin démolie en 1895 qui se trouvait dans le domaine de Melaten devant les tours de la ville, et qui desservait l'ancienne léproserie d'Aix-la-Chapelle. L'on s'est servi des restes de cette ancienne chapelle pour construire celle-ci. Aujourd'hui la partie avant de la chapelle sert de mausolée.

## Personnalités inhumées

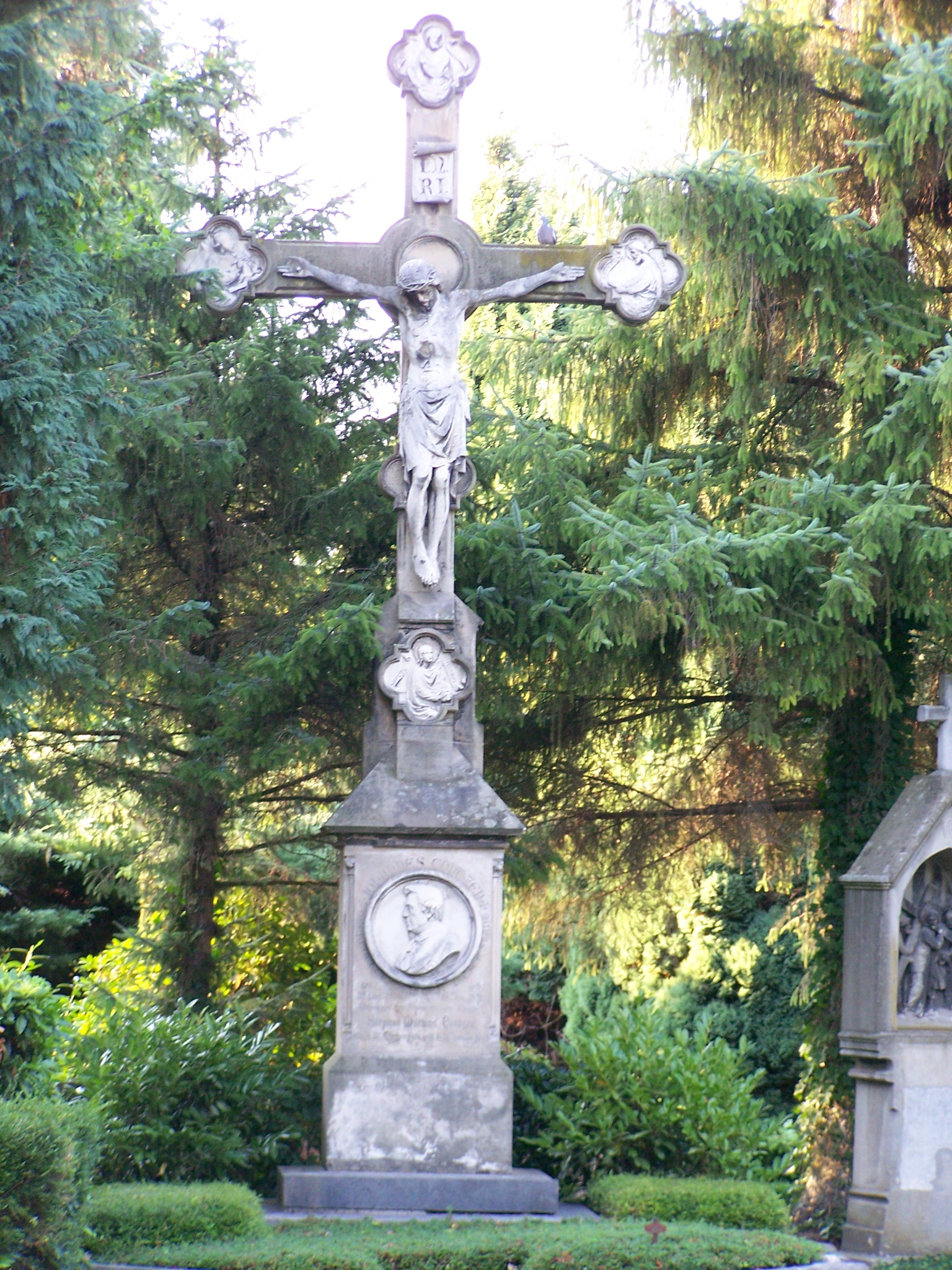
Sépulture de l'ancien bourgmestre d'Aix-la-Chapelle, Johann Contzen.

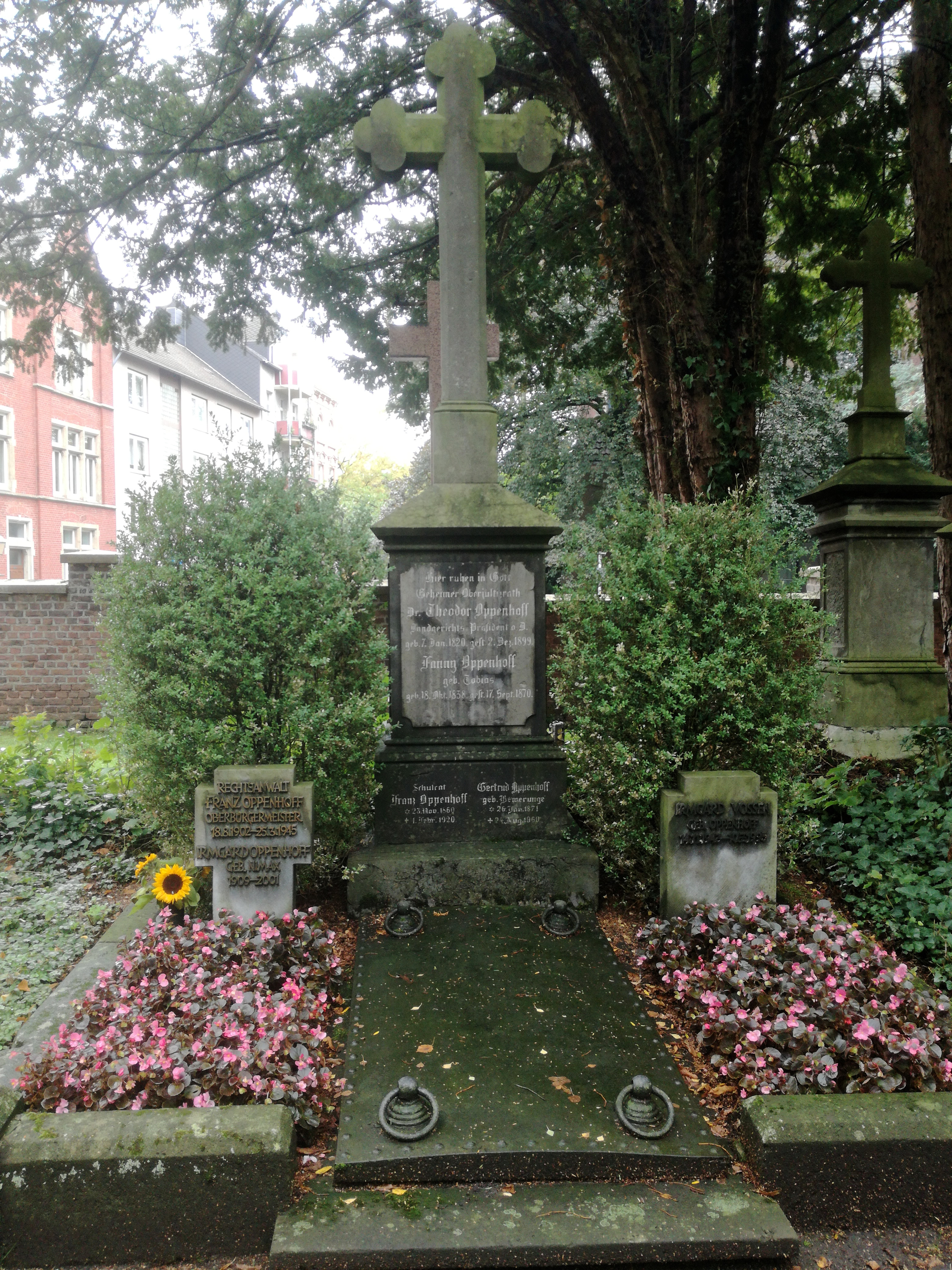
Sépulture Oppenhoff.

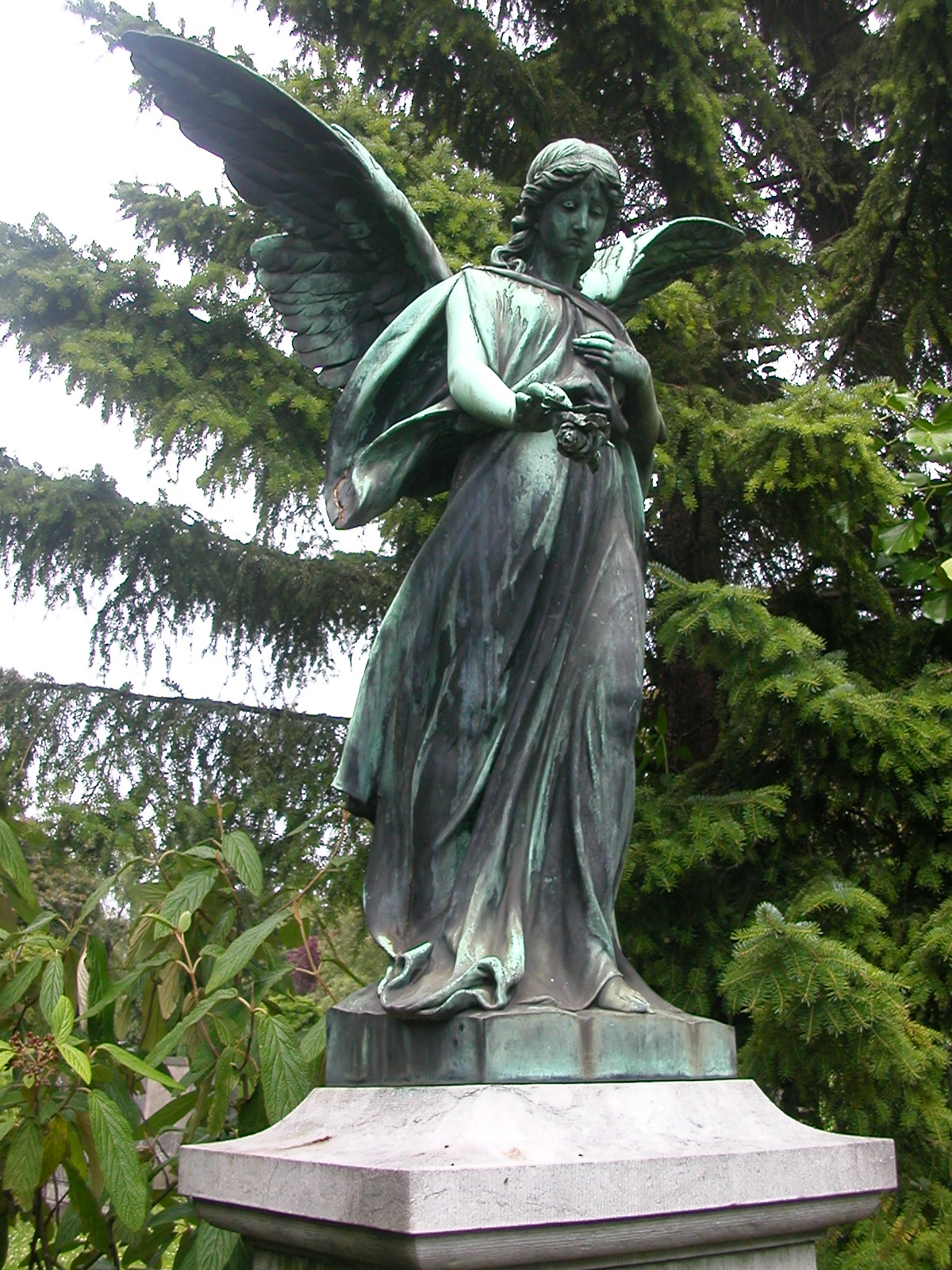
Ange sur la tombe Schöbel-Nadenau

- Friedrich Joseph Ark (1807-1878), architecte de la ville
- Famille de Joseph Beduwe (1805-1871), famille de fabricants de camions de pompiers et de pompes à eau, et fonderie de cloches
- Alfons Bellesheim (1839-1912), prêtre et historien
- Marc-Antoine Berdolet (1740-1809), évêque d'Aix-la-Chapelle
- Johann Arnold Bischoff (1796-1871), industriel du textile
- Kurt Capellmann (1923-1995), industriel du wagon et officiel des sports équestres
- Famille Cassalette, industriels
- Alexander Classen (1843-1934), chimiste et fondateur de l'électrolyse analytique
- Matthias Corr (1880-1962), sculpteur
- Johann Peter Cremer (1785-1863), architecte de la ville
- Johann Contzen (1809-1875), bourgmestre
- Paul Dechamps (1881-1966), industriel du textile et politicien de la commune
- Carl Gerard Dubusc (1825-1903), procurateur et bourgmestre
- Edmund Emundts (1791-1872), bourgmestre
- Arnold Foerster (1810-1884), botaniste et entomologiste
- Hermann Ariovist von Fürth (1815-1888), juriste et membre du Reichstag
- Baron Theodor Geyr von Schweppenburg (1806-1882), bourgmestre nommé et membre de la chambre des seigneurs de Prusse
- Joseph Greving (1868-1919), historien de l'Église
- Cornelius von Guaita (1766-1821), fabricant d'aiguilles et bourgmestre
- Joseph van Gülpen (1793-1850), fabricant de tissu et président de la chambre d'industrie et de commerce d'Aix-la-Chapelle
- Heinrich Hahn (1800-1882), médecin, membre nommé du Landtag de Prusse et fondateur de la branche allemande de la société missionnaire Saint-François-Xavier (Franziskus-Xaverius-Verein)
- Andreas Hansen (1788-1875), architecte de la ville du classicisme
- Albert Heusch (1866-1944), fabricant d'aiguilles et homme politique du Zentrum
- Gerd Heusch (1903-1984), avocat et président du club de football Alemannia Aachen
- Hermann Heusch (1906-1981), bourgmestre et membre du CDU
- Quirin Jansen (1888-1953), bourgmestre
- Ferdinand Kinon (1867-1919), fabricant de verre et premier producteur allemand de verre feuilleté
- Henry Joseph Napoléon Lambertz (1834-1898), fondateur de l'usine aixoise d'impression Lambertz
- Adam Franz Friedrich Leydel (1783-1838), architecte néoclassique
- Franz Nekes (1844-1914), prêtre, compositeur et réformateur de la musique sacrée
- Franz Carl Nellessen, fabricant de tissu et bourgmestre
- Leonhard Aloys Joseph Nellessen (1783-1859), prêtre partisan de l'ultramontanisme
- Friedrich August Neuman (1805-1881), entrepreneur, fondateur des aciéries F.A. Neuman
- Franz Oppenhoff (1902-1945), bourgmestre
- Christian Quix (1773-1844), prêtre, historien, directeur de la bibliothèque municipale
- Alfred von Reumont (1808-1887), historien
- Joseph La Ruelle (1822-1900), éditeur et imprimeur
- Franziska Schervier (1819-1876), religieuse fondatrice des Pauvres Sœurs de Saint François, déclarée bienheureuse
- Johann Gerhard Schervier (1743-1826), industriel du laiton et grand-père de la précédente
- Johann Heinrich Schervier (1784-1845), industriel et négociant, fils du précédent et oncle de la bienheureuse
- Michael Hubert Schmitz (1830-1898), peintre de vitraux
- Albert Schneiders (1871-1922), architecte aixois
- Carl Schneiders (1905-1975), peintre et professeur
- Sébastien Simon (1749-1802), préfet du département de la Roer
- Wilhelm Smets (1796-1848), écrivain, membre du Parlement de Francfort`
- August Sträter (1810-1897), médecin et collectionneur d'art
- Carl Gustav Talbot (1829-1899), fabricant de wagons
- Georg Talbot (1864-1948), ingénieur des chemins de fer et industriel
- Richard Talbot (1896-1987), ingénieur des chemins de fer et président de la chambre de commerce et d'industrie d'Aix-la-Chapelle
- August Witte (1840-1883), orfèvre
- Bernhard Witte (1868-1947), orfèvre
- Adolf Wüllner (1835-1908), physicien et recteur de l'École supérieure polytechnique de Rhénanie-Westphalie (RWTH Aachen)

Ainsi que les sépultures des

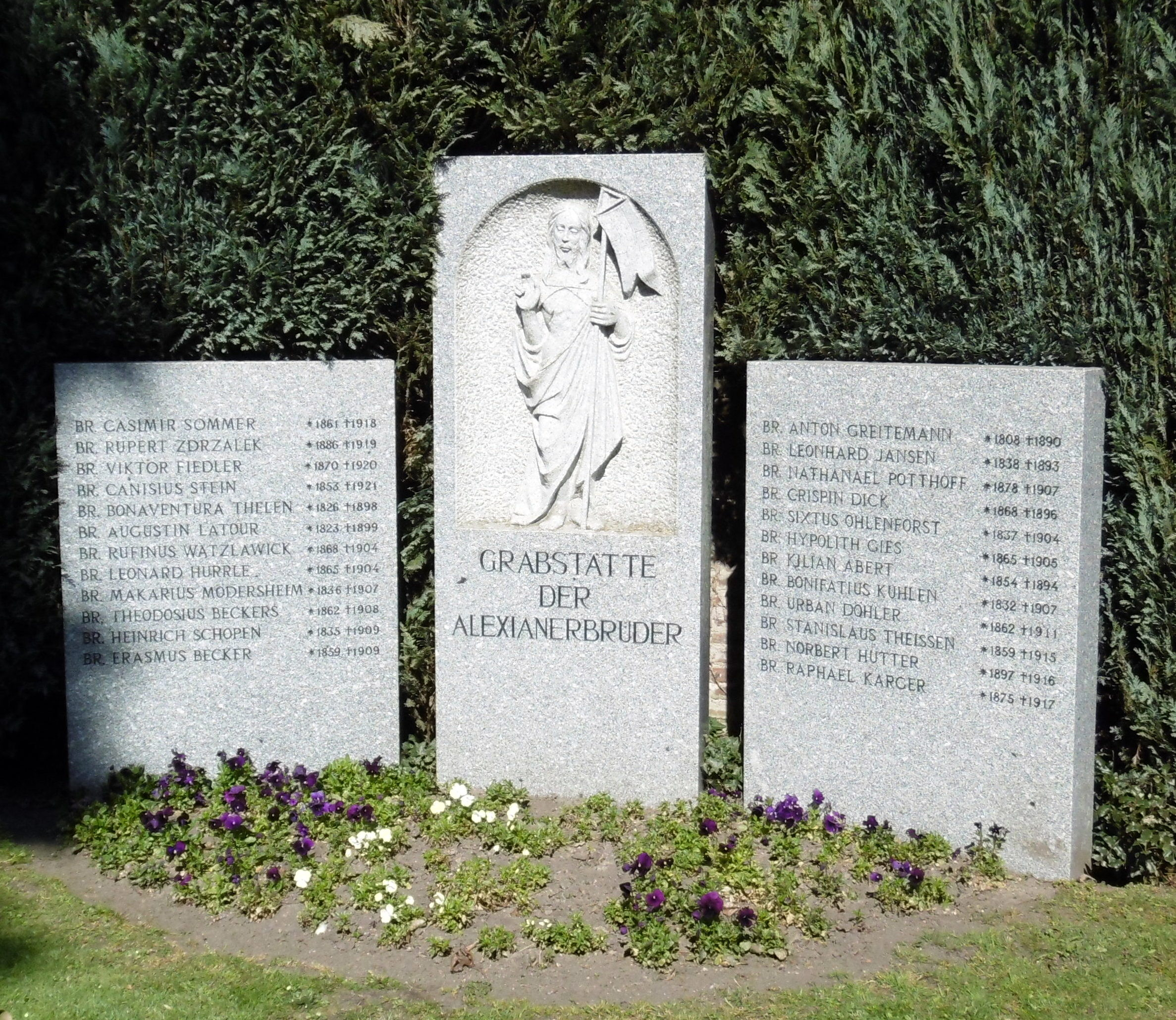
Sépulture des Frères alexiens d'Aix-la-Chapelle.

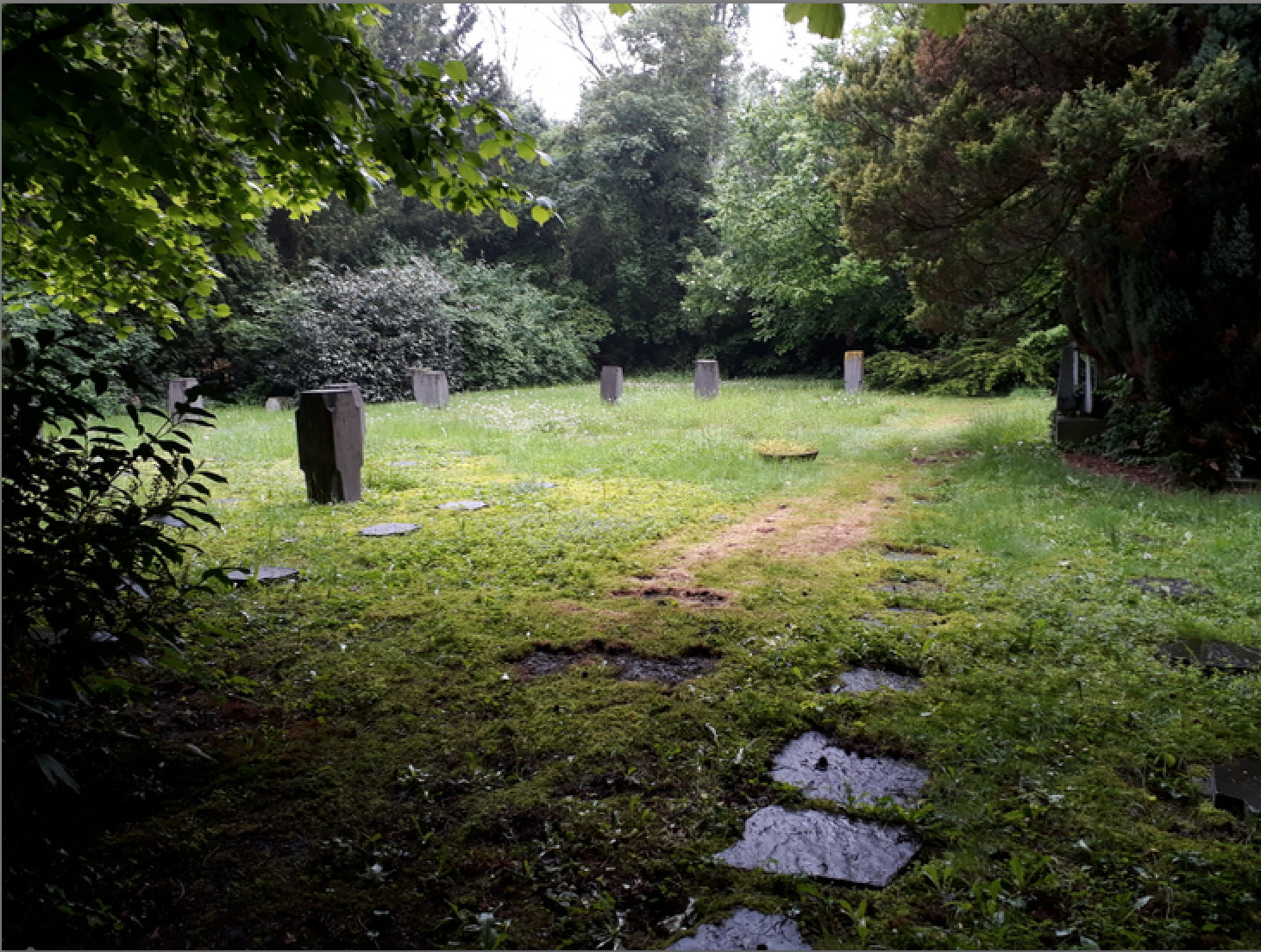
Carré des Pauvres Sœurs de Saint François (division 5)

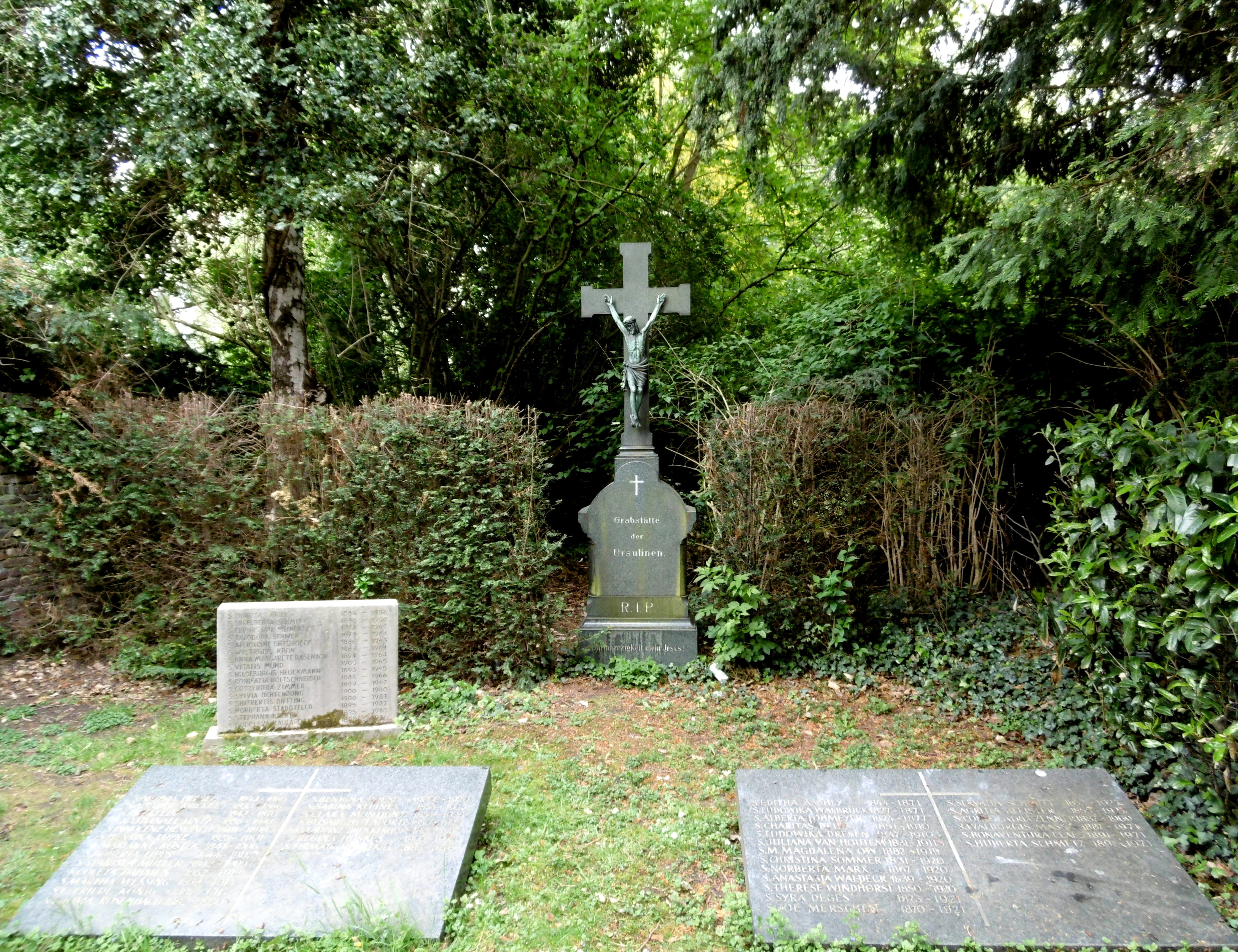
Carré des Ursulines.

- Alexiens du couvent des Alexiens d'Aix (jusqu'en 1917)
- Pauvres Frères de Saint-François-Séraphique de la maison Johannes-Höver d'Aix-la-Chapelle
- Pauvres Sœurs de Saint François
- Congrégation des Femmes chrétiennes
- Tertiaires franciscaines élisabethines
- Franciscains du couvent des Franciscains d'Aix-la-Chapelle
- Jésuites de la communauté d'Aix-la-Chapelle
- Carmélites déchaussées du couvent des Carmélites d'Aix-la-Chapelle
- Rédemptoristes du couvent des Rédemptoristes d'Aix-la-Chapelle
- Sœurs du Pauvre Enfant Jésus
- Sœurs du Bon Pasteur du couvent du Bon-Pasteur d'Aix-la-Chapelle
- Ursulines du St. Ursula Gymnasium d'Aix-la-Chapelle
- Curés de la paroisse du Sacré-Cœur